# Алексеев, Пётр Фёдорович
Пётр Фёдорович Алексеев (15 января 1913 — 3 февраля 1999) — советский журналист, публицист, главный редактор газет «Советская Россия» (1971—1976) и «Известия» (1976—1983). Депутат Верховного Совета СССР 9, 10 созывов.

## Биография
Родился 15 января 1913 года в Ташкенте.
С 1932 года — на редакционно-журналистской работе в Ташкенте, Самарканде, Новгороде. Член ВКП(б) с 1940 года.
В 1948 году окончил Ташкентский педагогический институт (заочно) и ВПШ при ЦК КПСС (заочно).
С 1950 по 1953 год Алексеев работал ответственным редактором газеты «Советское хлопководство», с 1953 по 1959 год — в газете «Правда».
В 1959—1960 годах состоял в аппарате ЦК КПСС.
С 1960 по 1962 год работал заместителем главного редактора газеты «Сельская жизнь», в 1962 году — первым заместителем главного редактора газеты, а с 1962 по 1971 год — главным редактором.
Член ЦРК КПСС с 1966 года. Член ЦК КПСС с 1976 года (кандидат с 1971 года).
В 1971—1976 годах работал главным редактором газеты «Советская Россия», а в 1976—1983 годах — главным редактором газеты «Известия».
В 1983 году Пётр Алексеев вышел на пенсию.
Похоронен в Москве на Кунцевском кладбище.

## Главный редактор «Известий»
После снятия Льва Толкунова с должности главного редактора «Известий» Алексеев был назначен на его должность. При Алексееве многие «неугодные» сотрудники были либо уволены, либо отправлены собкорами за рубеж.
За время занимания Алексеевым поста главного редактора тираж «Известий» упал вдвое.
По мнению публициста Эдвина Поляновского, будучи главным редактором «Известий», Алексеев страдал антропофобией.

## Награды
- орден Ленина (14.01.1983)
- орден Октябрьской Революции (09.09.1971)
- 3 ордена Трудового Красного Знамени (28.10.1948; 04.05.1962; 29.01.1963)
- 2 ордена «Знак Почёта» (25.12.1944; 16.01.1950)
- медали